# Nikolaï Pankratov
Pour les articles homonymes, voir Pankratov.
Nikolaï Vladimirovitch Pankratov (en russe : Николай Владимирович Панкра́тов et en anglais : Nikolay Pankratov), né le 23 décembre 1982 à Sverdlovsk, aujourd'hui Iekaterinbourg, est un fondeur russe. Il débute en Coupe du monde en 2003 et remporte son premier podium en épreuve individuelle (2e place) le 13 décembre 2003 à Davos. Il gagne en 2008 à Canmore sa seule victoire au niveau mondial lors d'un 30 km poursuite.
En janvier 2011, il est suspendu deux ans par la fédération russe de ski pour détention de matériel de transfusion à la frontière entre la Suisse et l'Autriche (22 ampoules d'Actovegin et du matériel nécessaire pour l'administration intraveineuse).

## Palmarès

### Jeux olympiques
| Épreuve / Édition           | Turin 2006 | Vancouver 2010 |
| 30 km Poursuite             |            | 32e            |
| 50 km Libre départ en ligne | 18e        |                |
| Relais 4 × 10 km            |            | 8e             |

### Championnats du monde
| Épreuve / Édition                       | Oberstdorf 2005 | Sapporo 2007 |
| 15 km Classique                         |                 | 37e          |
| Poursuite 15 km classique + 15 km libre | 10e             |              |
| 50 km Classique départ en ligne         | 29e             | 9e           |
| Relais 4 × 10 km                        | Bronze          | Argent       |

### Coupe du monde
- Meilleur classement final: 16e en 2007.
  - Meilleur classement en distance : 14e en 2008.
  - Meilleur classement en sprint : 21e en 2007.
- 10 podiums dans des épreuves de coupe de monde : 
  - 7 podiums en par équipe dont : 2 victoires.
  - 3 podiums en épreuve individuelle dont : 1 victoire.

 Dernière mise à jour le 14 décembre 2009 